# Olizy

Olizy este o comună în departamentul Marne, Franța. În 2009 avea o populație de 145 de locuitori.